# Ford Ranch Wagon
Ford Ranch Wagon (Форд Ранч Вагон) — универсал, производившийся американской компанией Форд с 1952 по 1974 годы. Ранч Вагон был полноразмерной моделью, кроме 1963 и 1964 годов, когда он был частью переходной серии Fairlane, и представлял собой самый недорогой выбор в соответствующей линейке.

## 1952—1962

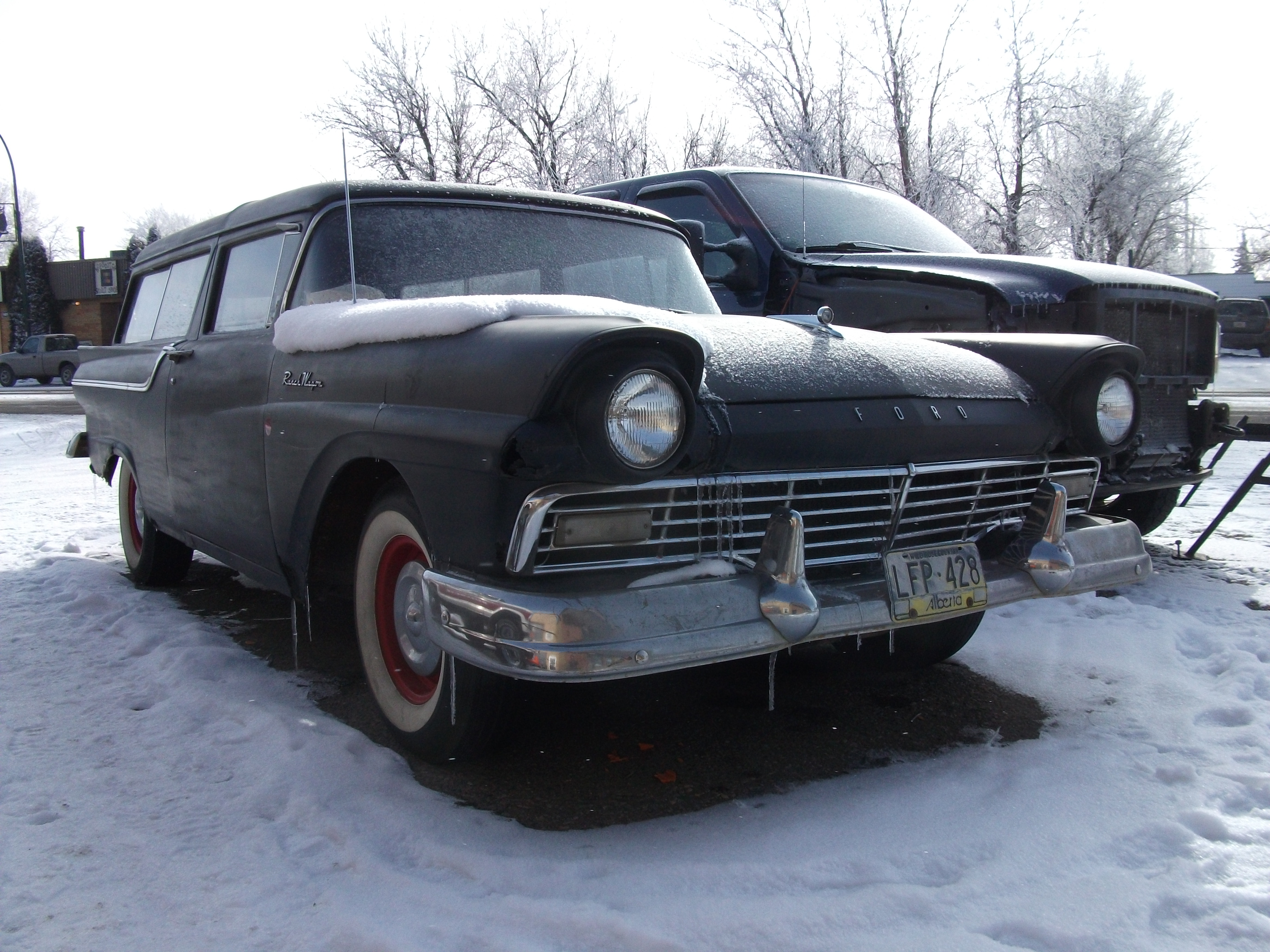
Ranch Wagon 1957 года (Канада)

В начале 1950-х годов эпоха универсалов с деревянными кузовными панелями подходила к концу. Когда Форд запустил линейку автомобилей с измененным дизайном для 1952 модельного года, всё ещё оставался доступным Country Squire для тех покупателей, кто ещё хотел автомобиль с панелями под дерево (полностью исчезли к 1953 году).
Но и для других покупателей универсалов Форд также предложил два новых варианта в этом году, впервые с полностью металлическим кузовом универсалы в истории компании. Это был Country Sedan, четырёхдверная модель в середине серии Customline; и Ранч Вагон, двухдверная модель в серии Mainline, вдохновленный европейскими shooting-brake. Ранч Вагон имел либо стандартный шестицилиндровый двигатель «Mileage Maker», либо V8, в качестве опции.
После косметических изменений в 1953 году, вторая модель Ранч Вагона стала версией немного искуснее серии Customline, появилась в 1954 году, в год, когда новый Y-блок двигателя V8 заменил обычный. Две модели были переименованы в Ранч Вагон и Кастом Ранч Вагон в 1955 году, когда все универсалы Форд получили собственные серии. В 1957 году появился Del Rio Ranch Wagon (сменил Custom Ranch Wagon и Parklane). Эта же модель была положена в основу нового Ranchero 1957 года, и версии Mercury, названной Mercury Commuter.
На следующий год существовало три Ранч Вагона, в качестве первого в модельный ряд был добавлен четырёхдверный Ранч Вагон. Del Rio в 1959 году был сменён двухдверным Country Sedan, находящимся в производстве всего один год. В это же время, полноразмерный двухдверный универсал имел быстро затухающую популярность, и двухдверный Ранч Вагон 1961 года стал последним полноразмерным двухдверным универсалом из когда-либо построенных (наряду с двухдверным Plymouth Deluxe Suburban того же года), оставив модель с четырьмя дверьми в качестве единственной модели Ранч Вагон после 1962 года.

## 1963—1964

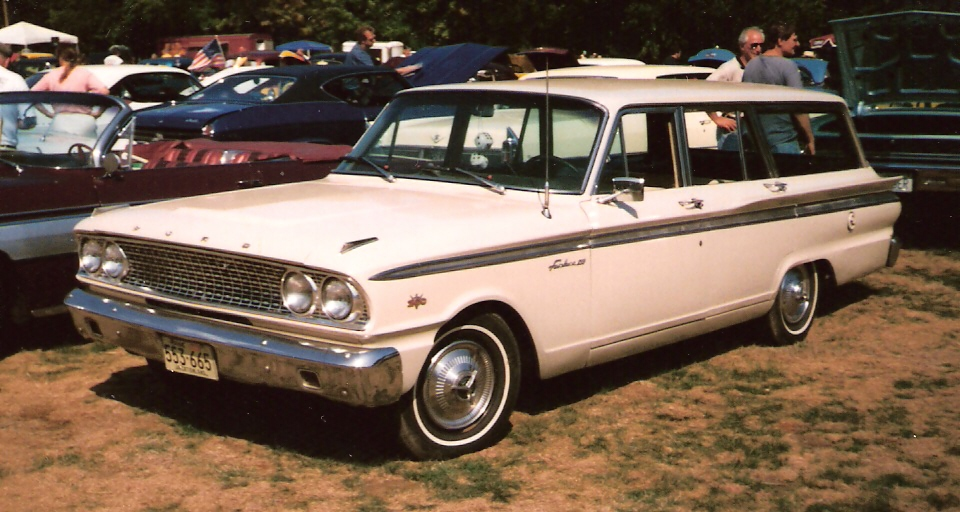
1963 Ford Fairlane 500 Custom Ranch Wagon

В 1963 и 1964 годах не производились полноразмерные Ранч Вагоны, но название использовалось для некоторых переходных универсалов серии Fairlane. Она была предложена в 500 модели, продававшейся также как «Custom Ranch Wagon». Модели 1963 года имели 3,3-литровый шестицилиндровый двигатель или V8 в качестве опции (объём 3,62/4,26/4,74 литра). 3,62-литровый двигатель перестал устанавливаться в 1964 году.

## 1965—1974

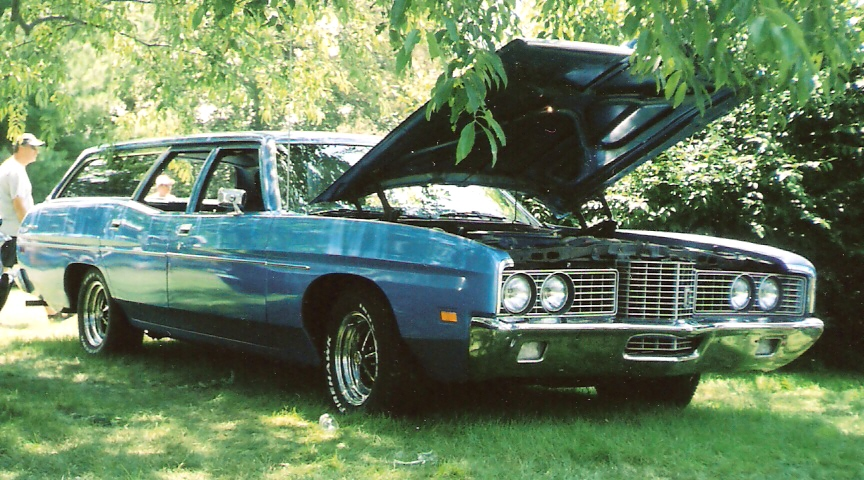
1972 Ford Ranch Wagon

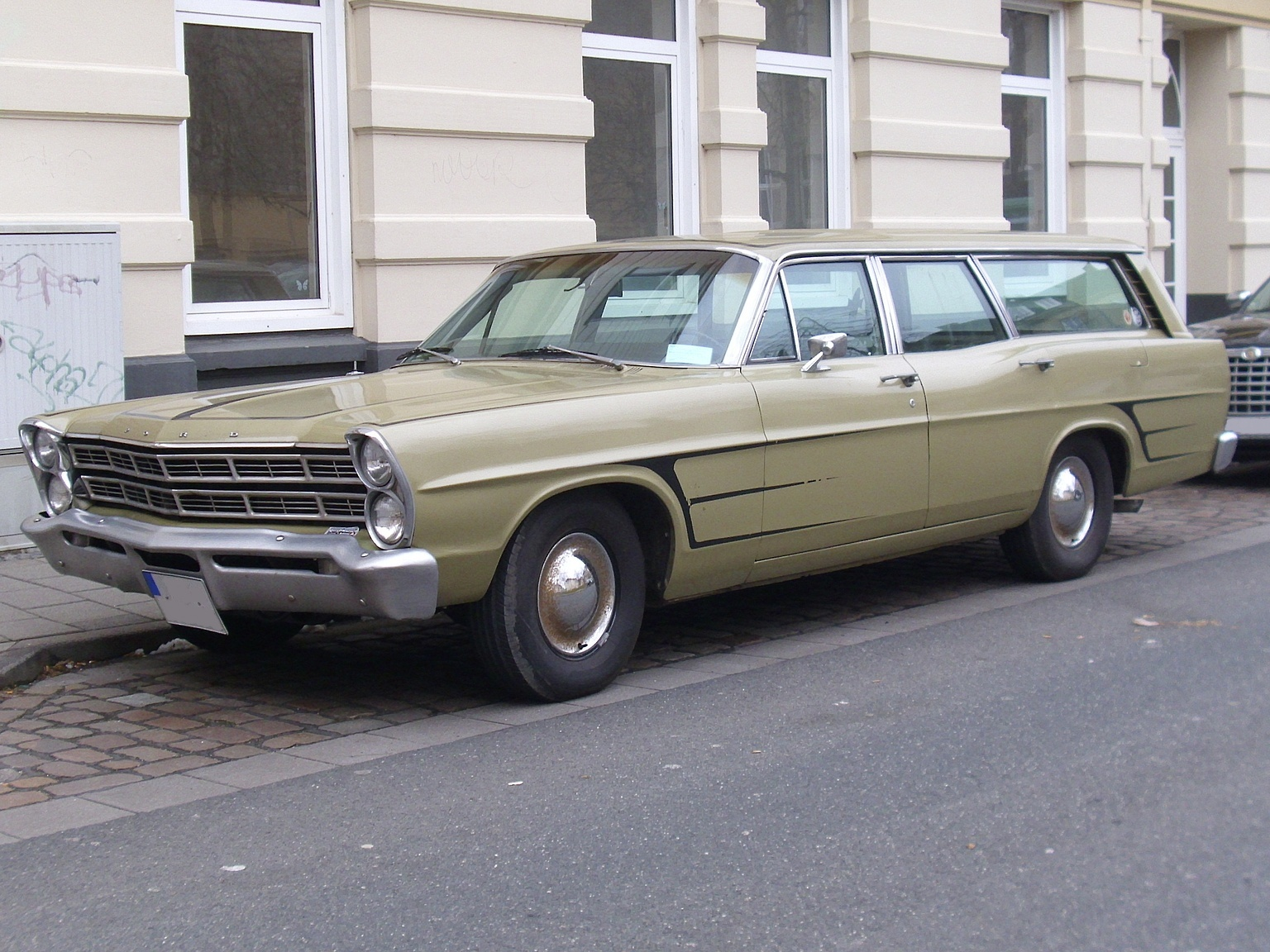
1967 Ford Ranch Wagon

Ранч Вагон вернулся в полноразмерную серию в 1965 году. В 1966 году он был бенефициаром новой инновационной фордовский задней двери Magic Doorgate, который открывалась как вниз, так и в сторону. В 1968 году появились две новых модели Ранч Вагона, названные Custom 500 Ranch Wagon; одна шести-местная пассажирская модель, а другая стала первым Ранч Вагоном с третьим рядом сидений.
Универсалы Форд перестали быть отдельной серией после их переработки в 1969 году, официально став частью соответствующей серии, на которых они были основаны; таким образом, база Ранч Вагона этого года стала частью низкобюджетной серии Custom. В 1970 году, в первые, все Ранч Вагоны получили двигатель V8. Трёх-ступенчатая механическая коробка передач оставалась в стандартной комплектации до 1971 модельного года, начиная с моделей 1972 год, все автомобили оснащались автоматической коробкой передач SelectShift.

Серия Custom завершилась с выпуском следующего поколения полноразмерных автомобилей в 1973 году, все Ранч Вагоны стали Custom 500. Ранч Вагон 1974 года был последним доступным в продаже для населения. С 1975 по 1977 годы, в небольших количествах производились универсалы Custom 500 (больше не назывались Ранч Вагонами).